# Chalcoecia
Chalcoecia es un género  de lepidópteros de la familia Noctuidae. Es originario de América.

## Especies
- Chalcoecia emessa Druce, 1889
- Chalcoecia gloria Schaus, 1911
- Chalcoecia harminella Dyar, 1920
- Chalcoecia heochroa Dyar, 1914
- Chalcoecia patina Dognin, 1922
- Chalcoecia patricia Schaus, 1911
- Chalcoecia rhodoxantha Dognin, 1908